# Ортенау
Ортенау (нім. Ortenau; до XVI століття: Мортенау) — регіон на правому березі Верхнього Рейну та в передгір'ях Шварцвальду в Баден-Вюртемберзі, Німеччина. 
Назва все ще використовується сьогодні, серед іншого, в назвах район Ортенау, вина Ортенау і Ortenau-S-Bahn.

## Географія
Ортенау простягається приблизно на 70 км від Ос поблизу Баден-Бадена і нижньої течії Мурга на півночі до Блайхбаха біля Гербольцгайма на півдні, який уже належить Брайсгау. 
Столицею Ортенау та його економічним і культурним центром є Оффенбург.

## Опис

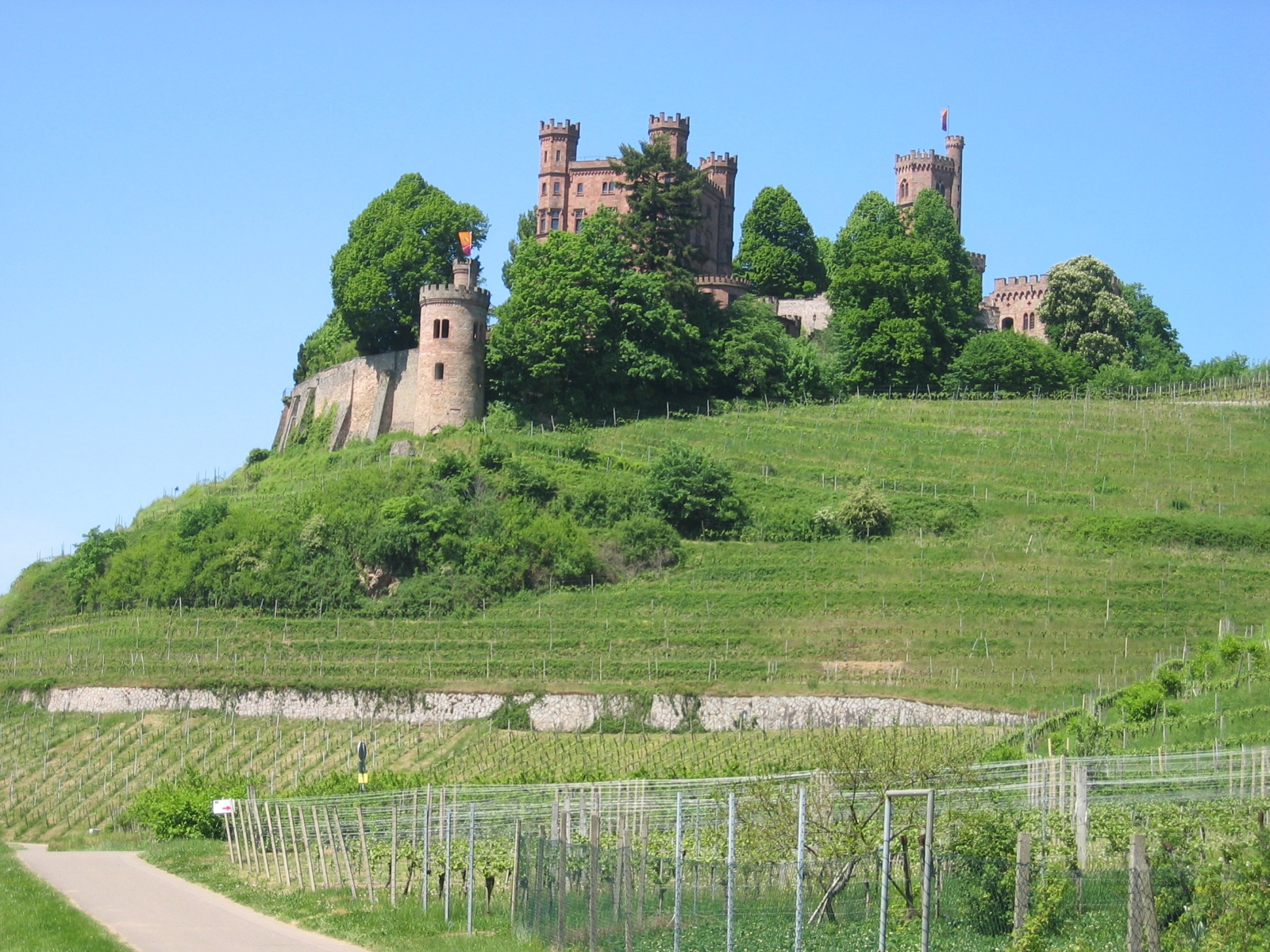
Замок Ортенберг

Типовими для Ортенау є круті західні схили Шварцвальду, які переходять в горбисті виноградники, фруктові та овочеві плантації. 
Деякі з цих пагорбів також вкриті лісом.

## Історія
Терен Ортенау вперше згадувався ще в 763 році як Мордуноува або Морі-дунум (кельтський термін для болотної фортеці). 
Назва походить від укріплення на височині поблизу Ортенбергу, що охороняє долину Кінцигу, де сьогодні лежить замок Ортенберг.
Термін позначав територію від Блейха, притоки Ельца, до Осу або нижньої течії Мурга. 
Графство Мортенау, було частиною герцогства Швабія. 
У 888 році Ебархарт став першим підтвердженим графом Мортенау.

### Імперське графство
У 1007 році імперське графство Мортенау увійшло до складу єпархії Бамберг, заснованої королем Генріхом II. 
Оскільки єпископи Бамберга не могли особисто реалізувати свої права в графстві, яке було далеко від Бамбергу, вони присудили графство герцогам Церингенським.
Після переривання герцогської лінії Церінгерів в 1218 році виникла суперечка між спадкоємцями Церінгерів (спадкоємцями алодіальної власності , маркграфами Баденськими, графами Фрайбурзькими, графами Фюрстенберзькими, герцогами Текськими), єпископом Страсбурга — щодо управління Мортенау до 1007 року — і короля Фрідріха II (римський імператор з 1220 року — штауфер) навколо імперського графства.
Король нарешті домігся свого, так що імперське графство було під владою Гогенштауфенів в 1218 — 1254 рр. 
Як герцог Швабії, Фрідріх II був феодалом (тобто мав права графства) єпископів Бамберга; вони були васалами німецького короля, яким, у свою чергу, був Фрідріх II.

### Бейлівік
Фрідріх II призначив бейліфа Германа I фон Герольдсека керувати імперським графством. 
Після того як Конрадін, онук Фрідріха II, був страчений у Неаполі в 1268 році, імперське графство розпалося.
Під час співправління у 1314-1330 рр. Віттельсбахера Людвика Баварського і Габсбурга Фрідріха Красивого Мортенау був на боці Габсбургів. 
Урядові дії Людовіка Баварського, таким чином, датуються лише після смерті Фрідріха Красивого та остаточного примирення Людвика з Габсбургами за Гагенауським договором від 6 серпня 1330 року.
З цього часу Людовик Баварський менше використовував Ортенау як засіб утверджуючи та реалізовуючи королівську владу, але використовував його для отримання короткострокових коштів або залучення князів на свій бік. 
Серед іншого він пообіцяв долину Гармерсбах графу Фюрстенбергу. 
Намісником при Людвігу спочатку був Рудольф фон Баден, який, серед іншого, був посередником у конфліктах між Генгенбахським монастирем і містом Оффенбург. 
Через кілька років наступником Рудольфа став граф Людвіг фон Еттінген, який обіймав цю посаду разом зі своїм братом. 
Ще в 1334 році маркграф Рудольф IV став намісником Ортенау. 
Це означало, що судовий виконавець повністю втратив свій первісний характер: номінально судовий виконавець все ще залежав від короля, але насправді він уже не був змінним представником короля, а радше спадковим заставодержателем. 
Застава більше ніколи не була викуплена для імперії; скоріше, сума застави була додатково збільшена за Карла IV, і таким чином бейлівік був назавжди відчужений від імперії.
У 1551 і 1556 роках Австрія взяла всю залогу. 
У 1701 році маркграфство Баден-Баден було наділено бейліком. 

Постійна фрагментація влади на цій території з кінця XV століття сприяла економічному занепаду регіону. 
Літописець початку XVI століття навіть виводив назву Мортенау від злочинної діяльності в цій місцевості. «Мортно, називається так тому, що там живе багато вбивць і злодіїв…». 
Решту зробили конфесійні відмінності між окремими правителями в період Реформації .
Назва Мортенау втратила свій перший приголосний у народному вживанні не пізніше кінця XVI століття, так що територія, позначена нею, з тих пір відома як Ортенау .
У 1789 році різні володарі управляли різними частинами Ортенау.
Близько 1800 року маркграфи Бадену правили доменом Мальберг, графи Нассау — доменом Лар, єпископ Страсбурга — територіями в Ренхталі та навколо Еттенхайма й Еттенгаймюнстера, графи Ганау-Ліхтенберг — Ганауерландом, графи Ґерольдсек, з 1634 р. графи фон дер Ляєни над районом Ґерольдсекер у Шуттерталі, князі Фюрстенберг над областями у верхній долині Кінциг, а Габсбурги як спадкоємці графів Фрайбурга над залишками бейлівіка Ортенау. 
Оффенбург, Генгенбах і Целль у нижній частині Кінцигталя були імперськими містами, Гармерсбахсталь утворив імперську долину Гармерсбах. 
Існували також різні малі маєтки імперські лицарі, такі як Шмігайм, Руст, Альтдорф-Оршваєр, Майсенгайм, Меєрсбург-Шопфгайм або Віндек.
У 1803-1806 рр. весь Ортенау перейшов під оруду Великого герцогства Баден. 
Винятком було володіння Гоенгерольдсек, яке увійшло до складу Бадена лише в 1819 році.